# Primitive Technology
Primitive Technology es un canal de YouTube creado por John Plant. Las grabaciones tienen lugar en el norte de Queensland, Australia, en dicho canal se demuestra el proceso de fabricación de herramientas y edificios utilizando solo materiales encontrados en la selva. En 2015, el canal tuvo alrededor de 9 millones de suscriptores y más de  600 millones de visitas hasta enero de 2019.

## Antecedentes
Plant describe el contenido del canal como un hobby, y dice que él "vive en una casa moderna y come comida de estos tiempos". Dijo en un comentario en un video de enero de 2018 que él es el propietario de la tierra en la que filma los videos. Según cuenta en su página web, no tiene antepasados aborígenes y tampoco ha recibido ningún entrenamiento por parte del ejército australiano.
Según contó a Michelle Castillo, periodista de la CNBC en 2017, Plant tiene más de 30 años y tiene un grado universitario en ciencias, pero no ha trabajado profesionalmente en ello. Manifestó su pasión por subsistir en la naturaleza comenzó a una edad temprana: a los 11, cuando construía chozas por el arroyo detrás de su casa utilizando solo materiales naturales.

## Descripción
En cada una de las secuencias de vídeo se muestra el progreso en la realización de uno o más proyectos que demuestran las técnicas y métodos he utilizado para crear herramientas o edificaciones. Como explica en su blog, construye "completamente desde cero sin usar herramientas o materiales modernos", solo con lo que puede obtener de su entorno natural, como materiales vegetales, arcilla, suelo y piedras. Los episodios de la serie no contienen relatos verbales, y solo se escucha un sonido ambiental mínimo. Las descripciones de texto de las acciones en pantalla aparecen como subtítulos.

## Historia del canal
Plant creó el canal de Tecnología Primitiva en mayo de 2015. El primer video se cargó el 1 de mayo de 2015. Desde ese momento, cada uno de sus videos ha obtenido millones de visitas. El canal acumuló 5.4 millones de suscriptores y 350 millones de visitas para septiembre de 2017, aumentando a 8.7 millones de suscriptores y 615 millones de visitas para septiembre de 2018. 
Durante los primeros dos años de existencia del canal, el hombre en los videos permaneció en el anonimato. En junio de 2017 se identificó como John Plant cuando se quejó a Facebook de que sus videos fueron robados como resultado de personas que los repostearon en el sitio web, y que la práctica le había costado miles de dólares australianos.